# 46 (tal)
46 er et lige heltal og det naturlige tal, som kommer efter 45 og efterfølges af 47.

## Matematik
46 er
- et semiprimtal

## Andet
Desuden er 46:
- atomnummeret på grundstoffet palladium.
- international telefonkode for Sverige.